# Johan Christian Henrik Fischer
Johan Christian Henrik Fischer, född den 3 december 1814 i Slagelse, död den 16 september 1885 i Köpenhamn, var en dansk politiker.
Fischer blev 1842 teologie kandidat och var 1844-52 adjunkt vid läroverket i sin födelsestad. 1852 blev han medlem av folketinget, slöt sig närmast till Tscherning och försvarade som ivrig helstatsman ministären Ørsted i ett par flygskrifter. Han återvaldes därför ej 1854, men representerade 1855-66 i tinget en annan valkrets.
I allmänhet stod han på bondevännernas sida, men röstade likväl 1855 för helstatsförfattningen och stred 1861 ivrigt för jylländska järnvägsförslaget. Hans oförsonliga bitterhet mot nationalliberalerna förde honom 1865 över till godsägarpartiet och till att understödja grundlagsrevisionen. Till lön därför blev han 1866 kungavald ledamot av landstinget och vann där stort inflytande.
1853-75 var han statsrevisor och visade stor duglighet i detta värv. I juni 1875 blev han kyrko- och undervisningsminister i ministären Estrup, men kunde inte genomdriva någon större reform i riksdagen, trots sina tidigare förbindelser med vänstern. Däremot använde han dessa för att främja riksrättsanklagelsen mot de tidigare ministrarna Krieger och Hall, i avsikt att vidga klyftan mellan vänstern och de nationalliberala.
Han var dessutom mellanhand mellan Berg och krigsminister Kauffmann i frågan om härordningens revision, men avlägsnades på denna grund ur ministären i augusti 1880. Fischer var därefter direktör för Frederiks hospital från 1882 till sin död.